# Hugo Martínez (calciatore)
Hugo Javier Martínez Cantero (Santa Elena, 27 aprile 2000) è un calciatore paraguaiano, centrocampista del Libertad e della nazionale paraguaiana.

## Palmarès

### Club

#### Competizioni nazionali
- Campionato paraguaiano: 5

Libertad: Apertura 2021, Apertura 2022, Apertura 2023, Clausura 2023, Apertura 2024
- Copa Paraguay: 3

Libertad: 2019, 2023, 2024